# 동물 매개 치료

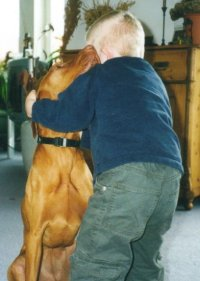
개를 이용한 동물 매개 치료를 통해 인간의 감정과 정신을 맑게 치료하는 모습.

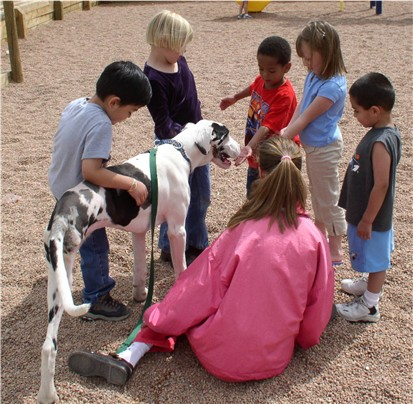
반려동물들은 어린이에게 친절을 더 증진할 수 있는 상호작용이 생긴다.

동물 매개 치료(動物媒介治療, 영어: animal-assisted therapy)는 동물이나 반려동물을 활용하여 매개해 주는 치료 체계를 말한다. 주로 타인에 의해 물적으로 피해를 야기시켜서 주변 사람에게 상처를 입었거나 외상 후 스트레스 장애(트라우마)를 극복하기 위해 치료해 주는 좋은 방법으로 봐야 한다. 그래서 일반적으로 따지자면, 펫 테라피(pet therapy) 또는 애니멀 테라피라고 의미한다.

## 같이 보기
- 말 매개 치료(EAT)